# Retargeting
Als Retargeting (auch Re-Targeting geschrieben, vom englischen re für „wieder“ und targeting für „(genau) zielend“, oft auch Remarketing genannt) wird im Online-Marketing ein Verfolgungsverfahren genannt, bei dem Besucher einer Webseite – üblicherweise ein Webshop – markiert und anschließend auf anderen Webseiten mit gezielter Werbung wieder angesprochen werden sollen. Ziel des Verfahrens ist es, einen Nutzer, der bereits ein Interesse für eine Webseite oder ein Produkt gezeigt hat, erneut auf diese Webseite oder das Produkt aufmerksam zu machen. Hierdurch soll die Werberelevanz und somit die Klick- und Konversionsrate (z. B. Bestellquote) steigen.

## Technik
Technisch basiert Retargeting auf Cookies eines Adservers. Hierzu wird zunächst in die Shop-Webseite ein Retargeting-Pixel des Adservers integriert. Besucht ein Nutzer den Shop, ruft er damit auch das Pixel ab. Das Pixel setzt beim Nutzer nun ein Cookie und speichert damit einen Verweis auf die im Adserver gespeicherten Nutzerinteressen (z. B. „Webseite XYZ besucht, Interesse an Produkt 7263“). Surft der Nutzer anschließend auf einer anderen Webseite, auf der Werbung mittels des gleichen Adservers geschaltet wird, kann der Adserver das Cookie auslesen und gezielte Werbung der Shop-Webseite ausspielen. Immer häufiger kommt dabei „dynamisches Retargeting“ zum Einsatz, das auf Basis des gespeicherten Nutzerinteresses ein  spezifisch auf den Nutzer zugeschnittene Werbemittel in Echtzeit berechnet und ausliefert (etwa ähnliche Produkte zum Produkt 7263).

## Bietstrategien
Der Erfolg von Retargeting hängt insbesondere davon ab, dass man die Intention des Nutzers richtig einschätzt. War der Nutzer nur kurz auf der Webseite? Hat er sich die Produktdetails von Produkt 7263 angeschaut? Hat er sich die Versandkosten angeschaut und dann abgebrochen? Hat er Produkt 7263 gekauft? Für jedes Nutzerprofil gibt es unterschiedliche Bietstrategien, aus denen sich die Werbebotschaft des Banners und der Bietpreis ergibt.

## Kritik
Retargeting steht teils sehr in der Kritik. Viele Nutzer fühlen sich ausgespäht, wenn sie Anzeigen von Werbebannern mit Abbildungen von exakt den Produkten sehen, die sich der Nutzer Tage zuvor in einem Onlineshop angesehen oder gekauft hat. In Europa hat der Gesetzgeber bereits im November 2009 auf EU-Ebene darauf reagiert und die E-Privacy-Richtlinie zum Umgang mit Cookies herausgegeben. Diese Richtlinie sieht vor, dass Nutzer über Trackingmaßnahmen durch Cookies informiert werden sowie explizit einwilligen (Opt-in) müssen und jederzeit den Trackingmaßnahmen widersprechen können.